# Camponotus janussus
Camponotus janussus é uma espécie de inseto do gênero Camponotus, pertencente à família Formicidae.